# Iglesia de San Pascual Baylón (Obando)
La Iglesia de San Pascual Baylón es una de las iglesias más antiguas y con más historia de Filipinas. La parroquia está situada en la ciudad de Obando, en la provincia de Bulacan, en la isla de Luzón. Fundada por los misioneros franciscanos, bajo la bandera española, es el lugar donde se celebran los tres días de los ritos de fertilidad llamados Obando que se producen anualmente, en honor de los tres santos patronos, a saber: San Pascual Baylón, Santa Clara de Asís y la Virgen de Salambao, una celebración que fue mencionada por José Rizal, héroe nacional de Filipinas, en las páginas de su novela en español, "Noli me tangere" (en el capítulo 6: Capitán Tiago).